# ターボメモリー
ターボ・メモリーはインテルによって売り出された(コンピュータの起動、プログラム・アクセス、およびハードディスクへのデータ書込にかかる時間を減らすためにNANDフラッシュメモリ・モジュールを用いる)技術である。開発期間中、本技術はRobsonという暗号名であった。これは大抵のCore 2モバイル・チップセット・シリーズではサポートされるがしかし、より新しいCore iシリーズ・モバイル・チップセット以降はその限りではない。

## 概要
本技術は2005年10月24日台湾で開催されたIDF(インテル・デベロッパー・フォーラム)にて、ノートパソコンが(大抵は)直ちに起動するというデモンストレーションが行われた時に、公に発表された。本技術は頻繁にアクセスされるデータをフラッシュメモリに移動(中継)させることで、ハードディスクの稼働率を削減することを可能にする。フラッシュメモリはハードディスクよりも高速にアクセスでき、動作に必要な電力も少なくて済むため、ノートパソコンはより高速に動作すると同時に電力効率も向上する。
ターボ・メモリー・キャッシュはmini-PCIeインターフェイスを介してマザーボードへ接続する。これはWindows Vistaで導入された機能、すなわちReadyBoost(512MBバージョンを除く、フラッシュ・ドライブ上の専用ファイルによるRAM=ベース型ディスク・キャッシングの補完)および/またはReadyDrive(メイン・ストレージが既に不揮発性ではないものに限る、不揮発性キャッシング・ソリューション《すなわち、ハイブリッドHDDの実装》)を活用するように設計されており; ReadyBoostは汎用ストレージ・ボリューム上の一時ファイルによって裏付けられるため、本空間を汎用ストレージ向けに行先にすることが非公式ながら可能である。
ターボ・メモリーは(Windows 2000およびXP用の単にデバイスが存在することを確認するだけのno-opドライバーしか持ちえない)Windowsの以前のバージョンとの互換性がない; Linuxのサポートは、2GBモジュールのみをサポートするサード=パーティの実験用MTDドライバーに限られる。

## 入手性
インテル・ターボ・メモリーは2007年5月9日に、インテルのSanta Rosa プラットフォームおよび対応するCrestline (GM965) チップセットで利用可能になった。インテル・ターボ・メモリー 2.0は、2008年7月15日にインテルのMontevina プラットフォームおよび対応するCantiga (GM47) チップセットに導入された。1、2および4GBモジュールでの利用が可能である。本製品はインテル・965 Expressチップセット、およびインテル・4シリーズ Expressチップセットにおいてもサポートされる (《ただし》2GBと4GBモジュールに限る)。
いくつかの(エイサー、ASUS、デル、レノボ、Sager、東芝、etc.の様な)小売業者はインテル・ターボ・メモリー・テクノロジーを搭載したノートパソコンを販売した。

## レセプション
AnandTechにおけるレビューでは、「基本的に顧客体験に何の役にも立たない」という一部のOEM批判には概ね同意した。HPは本技術の採用を拒否した。Ars Technicaは2009年にターボ・メモリーは「決して普及しなかった」と書き、CNETも同様に「ターボ・メモリー（およびターボ・メモリー 2.0) は安くなく、間違いなくコストに見合う価値がなかった」ため、「広く採用されることはなかった」と断言した。
2009年にインテルは5シリーズ・モバイル・チップセット向けターボ・メモリーの後継機、暗号名：Braidwoodを発表した。しかしながら、本シリーズは本技術なしで販売され始めた。第1世代インテルCore-iプラットフォーム上に構築されたThinkPadのラインナップは、Braidwoodモジュールを接続するためのランド(ハンダ付け用パターン)を備えているが、しかしながらThinkPadの量産マザーボードにはコネクタは生やされなかった。2011年、The Registerは「Braidwoodは跡形もなく沈没したと言えると思う」と書いた。